# Scalenus auricomus
Scalenus auricomus là một loài bọ cánh cứng trong họ Cerambycidae.